# ایهور لاهیدا
ایهور لاهیدا (اوکراینی: Ігор Ярославович Лагойда؛ زادهٔ ۲۳ اوت ۱۹۷۸) بازیکن فوتبال اهل اوکراین است.
از باشگاه‌هایی که در آن بازی کرده‌است می‌توان به باشگاه فوتبال الیستا و باشگاه فوتبال اوورلا اوژهورود اشاره کرد.